# Муштулук
Муштулук је обичај да се добра вест плаћа. Муштулук је персијска реч и користи се приликом срећних догађаја (рођење детета, венчање и сл). Обичај је да особа, гласник, која доноси вест и која се зове муштулугџија иде од члана до члана породице, односно сваког ко је заинтересован за добру вест, и сваком се посебно наплаћује. 
Муштулугџија прилази особи од које очекује награду и каже јој „муштулук!" на шта особа која очекује вест плаћа не знајући шта ће чути. Поред новца награда може бити и у натури (колач, бомбоне...). 
У ужичком крају постоји правило да када младожења са сватовима крене у кућу младе да иду на венчање, муштулугџија обавезно иде неким другим путем да стигне до младине куће. 